# Ruscus

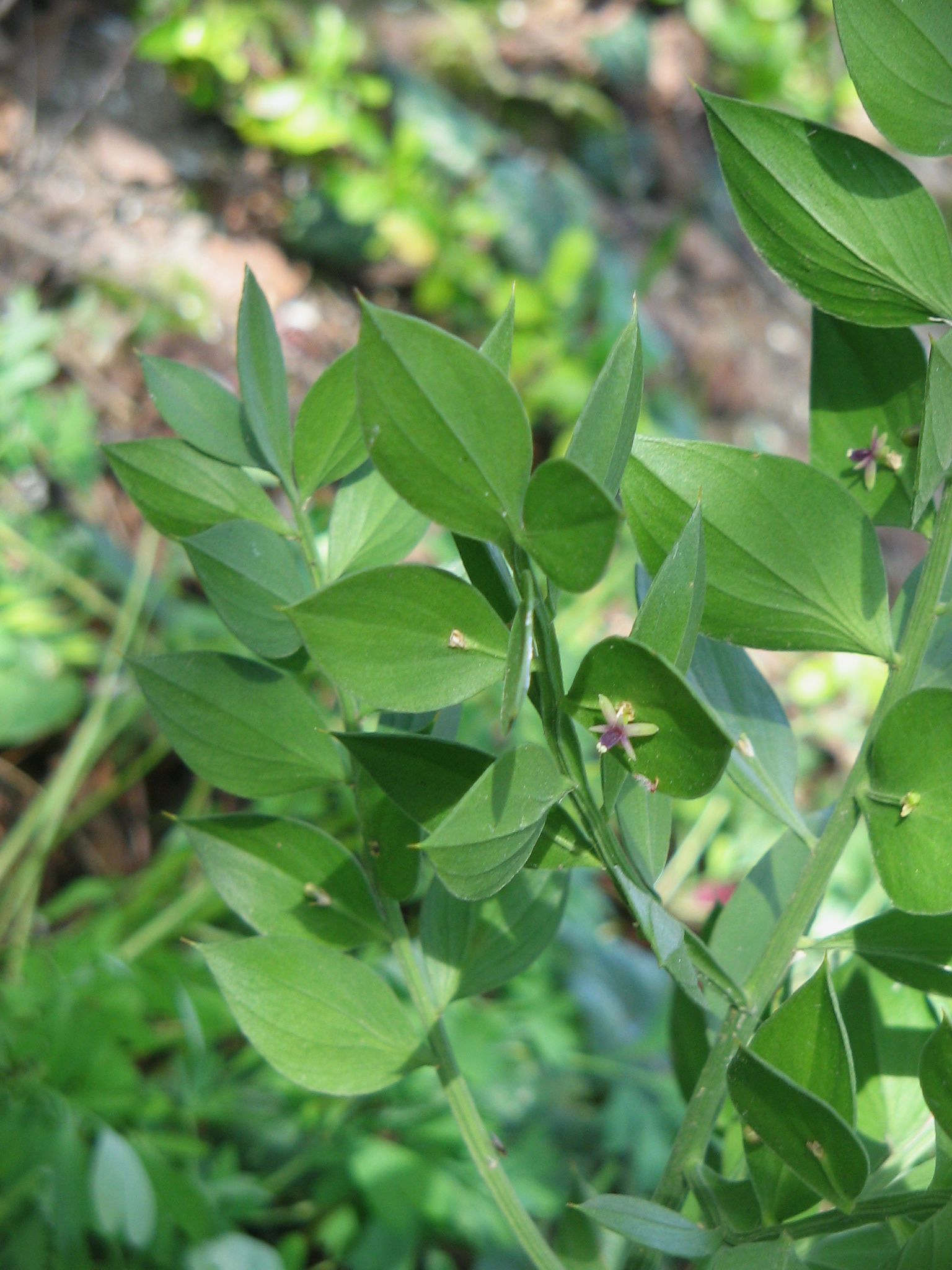
Stekelige muizendoorn (Ruscus aculeatus)

Ruscus (Muizendoorn) is een geslacht uit de aspergefamilie. De soorten komen voor in West-Europa, het Middellandse Zeegebied, Macaronesië, de Kaukasus en Iran.

## Soorten
- Ruscus aculeatus
- Ruscus colchicus
- Ruscus hypoglossum
- Ruscus hypophyllum
- Ruscus hyrcanus
- Ruscus microglossus
- Ruscus streptophyllum